# Naturschutzgebiet Klinker Plage
Koordinaten: 53° 30′ 48,1″ N, 11° 40′ 52,7″ O
Das Naturschutzgebiet Klinker Plage ist ein 38 Hektar umfassendes Naturschutzgebiet am nordöstlichen Rand der Lewitz-Landschaft in Mecklenburg-Vorpommern. Umliegende Orte sind Tramm, Ruthenbeck und das namensgebende Klinken. Die Ausweisung erfolgte am 7. Januar 1976 mit einer Erweiterung im Jahr 1982. Es sollen die in zwei Teilgebieten liegenden Moore geschützt und erhalten werden: das Verlandungsmoor im nordwestlichen Teil und ein Kesselmoor im südöstlichen Teil.
Der Gebietszustand wird als gut eingestuft. Entwässerung findet nicht statt, das ehemalige Grabensystem ist verfallen. Die Wasserstandshöhe wird so auf natürliche Weise durch Grundwasser und Niederschläge reguliert. Es existieren keine öffentlichen Wege im Gebiet. Eine Einsicht ist vom südlich gelegenen Steilhang möglich.

## Geschichte
Die beiden heutigen Moorflächen entstanden als Toteisformen zum Ende der letzten Eiszeit. Die ursprünglich abflusslosen Senken sind noch auf der Wiebekinschen Karten zum Ende des 18. Jahrhunderts als Wasserflächen dargestellt. Nach 1850 wurde die Klinker Plage durch ein Grabennetz in Richtung Gramnitzbach unter Zuhilfenahme von Dampfmaschinen und Windrotoren entwässert und als Grünland genutzt. Anfang des 20. Jahrhunderts verfiel das Grabensystem, wodurch der Wasserspiegel anstieg.

## Pflanzen- und Tierwelt
Im nördlichen Klinker Moor wachsen Schilf, Rohrkolben und Erle. Torfmoos-Seggenriede finden sich im südöstlich gelegenen Teilgebiet. Im Gebiet wurden 62 Brutvogelarten nachgewiesen, darunter Rothalstaucher, Rohrweihe, Kranich, Wachtelkönig, Bekassine, Flussuferläufer und Kiebitz. Die Flächen sind Lebensraum für zahlreiche Amphibien, wie Teichmolch, Rotbauchunke, Erdkröte, Wasser-, Gras- und Moorfrosch.